# Adobe FrameMaker
O Adobe FrameMaker é um processador de documentos projetado para escrever e editar documentos grandes ou complexos, incluindo documentos estruturados. Foi originalmente desenvolvido pela Frame Technology Corporation, que foi comprada pela Adobe.

## Visão geral
O FrameMaker se tornou um produto da Adobe em 1995 quando a Adobe comprou a Frame Technology Corp. A Adobe adicionou o suporte SGML, que acabou se transformando no suporte XML atual. Em abril de 2004, a Adobe parou de oferecer suporte ao FrameMaker para Macintosh.
Isso revigorou os boatos que surgiram em 2001 de que o desenvolvimento de produtos e o suporte ao FrameMaker estavam sendo encerrados. A Adobe negou esses rumores em 2001, mais tarde lançando o FrameMaker 8 no final de julho de 2007, o FrameMaker 9 em 2009, o FrameMaker 10 em 2011, o FrameMaker 10 em 2011, o FrameMaker 11 em 2012, o FrameMaker 12 em 2014, o FrameMaker 12 em 2014, o FrameMaker (versão 2015) em junho de 2015, FrameMaker 2017 em janeiro de 2017 e FrameMaker 2019 em agosto de 2018.
O FrameMaker tem duas maneiras de abordar documentos: estruturado e não estruturado.
- O FrameMaker estruturado é usado para obter consistência na documentação de indústrias como aeroespacial, onde existem vários modelos do mesmo produto complexo, ou produtos farmacêuticos, onde tradução e padronização são requisitos importantes nas comunicações sobre produtos. O FrameMaker estruturado usa os conceitos SGML e XML. O autor trabalha com um EDD (Element Definition Document), que é um DTD específico do FrameMaker (Document Type Definition). O EDD define a estrutura de um documento em que unidades significativas são designadas como elementos aninhados umas nas outras, dependendo de seus relacionamentos e onde a formatação desses elementos é baseada em seus contextos. Atributos ou metadados podem ser adicionados a esses elementos e usados para publicação em fonte única ou para filtrar elementos durante os processos de saída (como publicação para impressão ou exibição na Web). O autor pode visualizar as condições e os contextos em uma estrutura semelhante a uma árvore derivada da gramática (conforme especificado pela DTD) ou como formatada em uma forma típica de saída final.
- O FrameMaker padrão (não estruturado) usa parágrafos marcados sem nenhuma estrutura lógica imposta, exceto a expressa pelo conceito do autor, organização do tópico e a formatação fornecida pelas tags de parágrafo.

Quando um usuário abre um arquivo estruturado no FrameMaker não estruturado, a estrutura é perdida.

## MIF
MIF (Maker Interchange Format) é uma linguagem de marcação que funciona como complemento do FrameMaker. O objetivo do MIF é representar os documentos do FrameMaker em um formato relativamente simples, baseado em ASCII, que pode ser produzido ou compreendido por outros sistemas de software e também por seres humanos. Qualquer documento que possa ser criado interativamente no FrameMaker também pode ser representado, exata e completamente, no MIF (o contrário, no entanto, não é verdade: alguns recursos do FrameMaker estão disponíveis apenas através do MIF). Todas as versões do FrameMaker podem exportar documentos no MIF e também podem ler documentos do MIF, incluindo documentos criados por uma versão anterior ou por outro programa.

## História
Enquanto fazia seu mestrado em astrofísica na Universidade Columbia, Charles "Nick" Corfield, um aluno de matemático da Universidade de Cambridge, decidiu desenvolver um editor de documentos WYSIWYG em uma estação de trabalho Sun-2. Ele teve a ideia de seu colega de quarto de faculdade na Columbia, Ben Meiry, que foi trabalhar na Sun Microsystems como consultor e escritor técnico, e viu que havia um mercado para um produto poderoso e flexível de editoração eletrônica (DTP) para o mercado profissional.
O único produto DTP substancial na época da concepção do FrameMaker era o Interleaf, que também rodava nas estações de trabalho da Sun em 1981.[carece de fontes?] Meiry viu uma oportunidade para um produto competir com a Interleaf, recrutou Corfield para programá-lo e o ajudou na aquisição de hardware, software e conexões técnicas para fazê-lo entrar em seu dormitório na Universidade de Columbia (onde Corfield ainda estava terminando sua graduação).
Corfield programou seus algoritmos rapidamente. Depois de apenas alguns meses, Corfield havia concluído um protótipo funcional do FrameMaker. O protótipo chamou a atenção dos vendedores na incipiente Sun Microsystems, que carecia de aplicativos comerciais para mostrar os recursos gráficos de suas estações de trabalho. Eles obtiveram permissão de Corfield para usar o protótipo como um software para seus computadores e, portanto, o FrameMaker primitivo recebeu muita exposição na arena das estações de trabalho Unix.
Steve Kirsch viu a demonstração e percebeu o potencial do produto. Kirsch usou o dinheiro que ganhou da Mouse Systems para financiar uma empresa iniciante, a Frame Technology Corp., para comercializar o software.
Corfield optou por processar Meiry pela liberação de direitos sobre o software para que eles pudessem obter mais facilmente capital de investimento adicional com Kirsch. Meiry tinha poucos meios para combater um processo longo e caro com Corfield e seus novos parceiros de negócios, e ele optou por liberar seus direitos ao FrameMaker e seguir em frente.
Originalmente desenvolvido para SunOS (uma variante do UNIX) em máquinas Sun, o FrameMaker era uma ferramenta popular de código técnico, e a empresa era lucrativa desde o início. Devido ao mercado florescente de editoração eletrônica no Apple Macintosh, o software foi portado para o Mac como sua segunda plataforma.
No início dos anos 90, uma onda de fornecedores de estações de trabalho UNIX—Apollo, Data General, MIPS, Motorola e Sony—forneceu financiamento à Frame Technology para uma versão OEM para suas plataformas.
No auge de seu sucesso, o FrameMaker rodou em mais de treze plataformas UNIX, incluindo o NeXTSTEP da NeXT Computer e os sistemas operacionais AIX da IBM.
A Sun Microsystems e a AT&T estavam promovendo o padrão OPEN LOOK GUI para conquistar a Motif; portanto, a Sun contratou a Frame Technology para implementar uma versão do FrameMaker em seu sistema de janelas NeWS baseado em PostScript. A versão NeWS do FrameMaker foi lançada com sucesso para os clientes que adotam os padrões OPEN LOOK.
Nesse momento, o FrameMaker era considerado um produto extraordinário para a época, permitindo aos autores produzir documentos altamente estruturados com relativa facilidade, mas também fornecendo aos usuários um grande controle tipográfico de uma maneira razoavelmente intuitiva e totalmente WYSIWYG. Os documentos de saída podem ter uma qualidade tipográfica muito alta.
A Frame Technology posteriormente transportou o FrameMaker para o Microsoft Windows, mas a empresa perdeu o rumo logo após seu lançamento. Até esse momento, o FrameMaker tinha como alvo um mercado profissional de publicações altamente técnicas, como os manuais de manutenção do projeto Boeing 777, e licenciou cada cópia por US$ 2.500. Mas a versão do Windows levou o produto à faixa de preço de US$ 500, que canibalizou sua própria base de clientes que não era Windows.
A tentativa da empresa de vender sofisticado software de publicação técnica para o mercado doméstico de DTP foi um desastre. Uma ferramenta projetada para um manual de 1000 páginas era muito complicada e difícil para um usuário doméstico comum digitar uma letra de uma página. E, apesar de alguns usuários inicialmente entusiasmados, o FrameMaker nunca realmente decolou no mercado acadêmico, devido à falta de vontade da empresa em incorporar várias funções (como suporte a notas de rodapé ou longas notas de rodapé divididas em páginas) ou a melhorar o editor de equações.
As vendas despencaram e levaram a empresa à beira da falência. Após várias rodadas de demissões, a empresa foi despojada até os ossos.
A Adobe Systems adquiriu o produto e retornou o foco ao mercado profissional. Hoje, o Adobe FrameMaker ainda é uma ferramenta de publicação amplamente usada para escritores técnicos, embora nenhuma versão tenha sido lançada para o sistema operacional Mac OS X, limitando o uso do produto. A decisão de cancelar o FrameMaker causou um atrito considerável entre os usuários da Adobe e do Mac, incluindo a própria Apple, que dependia dela para criar a documentação. Em 2008, os manuais da Apple para OS X Leopard e iPhone ainda estavam sendo desenvolvidos no FrameMaker 7 no modo Classic; Desde então, a Apple passou a usar o InDesign.
As versões 5.x a 7.2 do FrameMaker (de meados de 1995 a 2005) não continham atualizações das principais partes do programa (incluindo sua interface geral do usuário, edição de tabelas e edição de ilustrações), concentrando-se em correções de bugs e na integração de XML recursos orientados (anteriormente parte do produto premium FrameMaker + SGML). O FrameMaker não apresentou vários desfazer até a versão 7.2 (sua versão de 2005).
O FrameMaker 8 (2007) introduziu o suporte a Unicode, Flash, 3D e DITA embutido. O suporte à plataforma era Windows (2000, XP e Vista) e Sun Solaris (8, 9 e 10).
O FrameMaker 9 (2009) introduziu uma interface de usuário redesenhada e várias melhorias, incluindo: suporte completo para DITA, suporte para mais tipos de mídia, melhor saída de PDF e integração aprimorada de CMS baseada em WebDAV. O suporte da plataforma para Sun Solaris e Windows 2000 foi descartado, deixando o Windows XP e o Windows Vista como as únicas plataformas restantes.
O FrameMaker 10 (2011) refinou novamente a interface do usuário e introduziu várias alterações, incluindo: integração com sistemas de gerenciamento de conteúdo via EMC Documentum 6.5 com Service Pack 1 e Microsoft SharePoint Server 2007 com Service Pack 2.

## Alternativas e concorrência
Havia vários concorrentes importantes no mercado de publicações técnicas, como Arbortext, Interleaf e Corel Ventura. Muitos usuários acadêmicos agora usam o LaTeX,[carece de fontes?] porque os editores modernos tornaram esse sistema cada vez mais fácil de usar, e o LyX permite que o LaTeX seja gerado com pouco ou nenhum conhecimento do LaTeX. Vários formatos, incluindo o DocBook XML, destinam-se a autores de documentos técnicos sobre hardware e software. Por fim, as alternativas ao FrameMaker para redação técnica incluem editores de XML.

## Versões
FrameMaker 1.11b
Lançado em 1986 (Solaris e AEGIS)
FrameMaker 2.0 e 2.1
Lançado em 1989 (versão para Mac lançada em 1990). 2.1 estava sendo executado no OSF / Motif. Primeira versão a incluir o recurso Designer de Parágrafo, Designer de Caracteres, Referência Cruzada e o editor de equações (mesma versão que é fornecida com o FrameMaker hoje). Primeira versão para suportar listas geradas no nível do livro.
FrameMaker 3.0
Lançado em 1991. Primeira versão do Windows disponível em 1992. O FrameMaker 3 apresentou suporte a tabelas, suporte a hipertexto e suporte a livros aprimorado. Em 1992, a Sun lançou o FrameBuilder (FrameMaker com suporte SGML).
FrameMaker 4.0
Lançado em 1993. O FrameMaker 4 introduziu Barras de mudança, suporte lateral, execução em formato de parágrafo e melhorias no Table Designer.
FrameMaker 5.0, 5.1, 5.1.2
A versão 5.1 foi lançada em 1995 e 5.1.2 em 1996. O FrameMaker 5 introduziu ajuda on-line, suporte a longo nome de arquivo no Windows 95, suporte a OLE, salvar em HTML e importar texto por referência. Esta versão principal também introduziu o FrameMaker e o FrameMaker + SGML (para substituir o FrameBuilder).
FrameMaker 5.5/5.5.6
Lançado em 1997 (o FrameMaker 5.5.6 foi lançado em 1998), o FrameMaker 5.5 introduziu caixas de diálogo de arrastar e soltar, primeira versão localizada em japonês com suporte a bytes duplos, suporte ao PDFMark (o PDFMark incorpora automaticamente marcadores, links e referências cruzadas em arquivos PDF), bibliotecas de cores (DIC, Focaltone, Munsell, Pantone, Toyo e Trumatch), o idioma é incorporado ao Designer de parágrafo e Designer de caracteres, e o Designer de tabela agora suporta a classificação por linha ou coluna. O FrameMaker 5.5.6 beta também foi a única versão a ser executada no Linux, no entanto, nunca houve uma versão final lançada devido ao feedback ruim de clientes em potencial. Foi também a última versão disponível para o IRIX.
FrameMaker 6.0
Lançado em 2000. O FrameMaker 6.0 introduziu um guia do usuário completamente reescrito, busca/substituição de livros e verificação ortográfica, introduziu um novo e aprimorado sistema de numeração de capítulos/livros, compara a ferramenta de documentos e o Quadralay WebWorks Publisher incluído.
FrameMaker 7.0
Lançado em 2002. O FrameMaker 7.0 introduziu o SGML combinado e a versão não estruturada, o suporte a aplicativos XML, o Save As PDF corrigido, o suporte ao PDF marcado, o suporte aprimorado ao cabeçalho/rodapé, as informações do documento armazenadas no formato XMP. O FrameMaker 7.0 foi a última versão a ser executada no Macintosh (OS 8/9), HP/UX e IBM AIX.
FrameMaker 7.1
Lançado em 2003. O FrameMaker 7.1 foi fornecido com o Distiller 6 e incluiu mais fontes OpenType e pode importar documentos Quark e Pagemaker. O FrameMaker 7.1 no Unix agora usa o PDFLib e não depende mais do Distiller. O FrameMaker 7.1 é lançado apenas no Windows e Solaris.
FrameMaker 7.2
Lançado em 2005. O FrameMaker 7.2 introduziu vários desfazer e incluiu um pacote de aplicativos DITA (Darwin Information Typing Architecture) não suportado. É fornecido com o WebWorks 8 e o Distiller 7 (a versão Unix usa PDFLib). Em 2006, a Adobe lançou os pacotes de aplicativos Framemaker 7.2 com suporte oficial para DITA e S1000D.
FrameMaker 8
Lançado em 2007. O FrameMaker 8 introduziu suporte a Unicode, Flash, 3D e DITA embutido. Um patch (8.0.1) foi lançado em novembro de 2007 para corrigir vários bugs e erros.
FrameMaker 9
Lançado em janeiro de 2009. O FrameMaker 9 contém uma interface de usuário totalmente nova e vários aprimoramentos de produtividade. Novos recursos incluídos: suporte completo para DITA, importação de comentários em PDF, integração aprimorada de CMS baseada em WebDAV por meio de suporte a caminho HTTP nativo.[carece de fontes?]
FrameMaker 10
Lançado em janeiro de 2011. O FrameMaker 10 incluiu alterações como: suporte ao DITA 1.2, aprimoramentos da usabilidade do DITA, conteúdo XML do autor, suporte ao sistema de gerenciamento de conteúdo, scripts, verificação automática de ortografia, localização e alteração de substituições, uso do catálogo de tabelas, repetição da última operação, configuração de um pôster: vídeos, edição de arrastar e soltar, criar regras de leitura/gravação, configurar o arquivo maker.ini, arrastar e soltar texto, cor de fundo e alertas de supressão.
Framemaker 11
Lançado em julho de 2012. O Framemaker 11 incluiu exibição de código XML nativo, exibição de autor, suporte XSLT 2.0 e XPath 2.0, suporte abrangente a DITA, integração com sistemas populares de gerenciamento de conteúdo e suporte aprimorado a vídeo.
Framemaker 12
Lançado em janeiro de 2014. O FrameMaker 12 incluiu suporte para publicação multicanal/multidispositivos, suporte para equações MathML, integração com o Adobe Experience Manager, revisões e criação simultâneas baseadas em PDF, catálogos inteligentes e integração imediata do Dropbox.
FrameMaker (versão 2015) (versão interna: 13)
Lançado em 2 de junho de 2015. O FrameMaker (versão 2015) incluiu suporte completo do idioma da direita para a esquerda para hebraico e árabe, suporte para idiomas de script tailandeses e complexos, um novo PDF Maker, aplicativo multicanal pronto para uso, publicação de vários dispositivos e aplicativo móvel saída para iOS e Android e muitos outros recursos.
FrameMaker (versão 2017) (versão interna: 14)
Lançado em 31 de janeiro de 2017. Os novos recursos do FrameMaker (versão 2017) incluíam suporte para telas de alta resolução (até 4K), tela maior e melhor de boas-vindas, busca por comandos de menu, novo gerente de projeto, layouts HTML5 responsivos da próxima geração, pesquisa mais rápida com preenchimento automático personalizável saída HTML5 básica e um conector direto com o complemento de documentação XML para Adobe Experience Manager, o DITA CCMS da Adobe.
FrameMaker (versão 2019) (versão interna: 15)
Lançado em 22 de agosto de 2018. A Adobe reformulou toda a base tecnológica do FrameMaker, que inclui uma nova arquitetura de 64 bits. Grande parte do software foi reescrita. A Adobe também implementou as mais recentes tecnologias da Adobe para processamento de imagens, especialmente a Adobe Image Decode/Encode Library para os formatos de imagem JPEG/JPEG 2000, PNG, TIFF, GIF, BMP e Ícone de alta qualidade e rapidez. O novo mecanismo PDF nativo é baseado na mesma biblioteca de PDF que outros aplicativos da Adobe, como o InDesign, Illustrator e PhotoShop, estão usando. Ele suporta PDF/X, "PDFs marcados" totalmente acessíveis, bem como PDFs protegidos por senha (criptografados). Além disso, a Adobe introduziu barras de progresso interativas em tempo real, suporte para transparência de imagem, suporte para SharePoint 2016, suporte para diálogos interativos baseados em HTML5 para plug-ins, o mais recente mecanismo ExtendScript, redimensionamento de imagem com um clique (proporcional), aprimoramentos para criação do DITA, o primeiro assistente visual de personalização (restrição) do mundo, bem como suporte para o mais recente DITA Open Toolkit 3.xe XSLT 3.0 e XPATH 3.0. O FrameMaker também vem com uma licença completa para o Saxon Enterprise Edition e é o primeiro aplicativo de desktop a suportar o formato de imagem WebP do Google. A Adobe também entrou em acordo com a DUDEN para oferecer suporte aos mais recentes métodos de verificação ortográfica e hifenização do idioma alemão (alemão, alemão suíço e alemão austríaco).